# Victor Lenger
Victor Lenger, né le 22 mars 1879 à Étalle et décédé le 31 mars 1947 à Arlon, fut un homme politique libéral belge.
Lenger fut avocat. Il fut élu conseiller communal de Arlon ; sénateur des arrondissements de la province de Luxembourg de 1946 à sa mort.

## Sources
- Liberaal Archief